# Психоделический монтаж
Психоделический монтаж — это технологический процесс соединения отдельных кадров кинофильма или мультипликационного фильма, призванный воссоздать переживание галлюциногенного опыта и изменённого сознания. Особый всплеск в развитии и использовании психоделических приёмов в визуальном искусстве приходится на 1960-е годы, в эпоху психоделической революции, вызванной массовым употреблением наркотических веществ.

## История
Психоделический монтаж зарождается в 1920-е годы, в анимации, где было больше возможностей для визуальных экспериментов, чем в кинематографе. Одной из первых попыток отобразить галлюциногенные переживания стал эпизод в короткометражном мультипликационном фильме «FELIX THE CAT — Dines and Pines» (1927), где главный герой кот Феликс в результате отравления от переедания погружается в бредовый мир иллюзий: привычное пространство вокруг героя искажается, приобретает гипертрофированные формы и наполняется резко сменяющими друг друга чудовищами.
Похожий эффект можно найти в широко известном мультфильме Уолта Диснея «Дамбо» (1941), где слонёнку из-за опьянения колодезной водой начинают мерещиться странные видения, перетекающие из одного в другое. Художник Пол Лаффоли однажды прокомментировал историю создания мультфильмов Диснея, уточнив, что тот регулярно экспериментировал с погружениями в изменённое сознание, пока жил в Европе в 1930-е годы, что, в том числе, позволило ему создать годом ранее культовый анимационный фильм «Фантазия» (1940).
Что касается кинематографа, то на 1960-е годы приходится взрыв производства картин, отсылающих к внутреннему миру фантазий и иллюзий: многие экспериментальные режиссёры этого периода помещают свои художественные практики в социокультурную, психохимическую и технологическую лабораторию психоделии. Новый, авангардный кинематограф шестидесятых начинает использовать ранее неизведанные межличностные, сенсорные и психические регистры, основанные на практически неограниченных изобразительных и эмпирических возможностях своего медиума, что помогает вызывать опыт, сходный с галлюциногенным наркотическим трипом.
Американский теоретик кино Джин Янгблад заканчивает книгу «Расширенное кино» (1970) следующими словами:
«С помощью искусства и технологии расширенного кино мы создадим рай прямо здесь, на земле».

## Отличительные черты
Основываясь на медицинских наблюдениях, описывающих визуальные эффекты, которые возникают при расширенном сознании, кинематографисты в психоделическом монтаже воплощают следующие приёмы:
- Искажение пространства. Изменение восприятия окружающего пространства, деформация его геометрии и нестабильность его субстанции, проявляющаяся в постоянно изменяющемся ритме и направлении своего движения.

- Перетекание кадров. Раскадровка эпизода таким образом, что, с помощью match-cut один фрагмент словно перетекает в другой за счёт совпадения в сопоставляемых кадрах объектов по форме, цвету или же смыслу. Приём можно найти в фильме «Вход в пустоту» (2009), где душа героя путешествует между пространствами фильма с помощью перетекания и морфинга одного кадра в другой.

- Изменение цветов и усиление их восприятия. Краски становятся более выделяющимися, насыщенными, перенимающими на себя внимание, либо же и вовсе постепенно меняют свои привычные цвета. Ярким примером является фильм «Области тьмы» (2011), где мир главного героя до приёма наркотического средства видится тусклым и блёклым, а после превращается в яркое красочное пространство.

- Детализация. Обострение восприятия визуальных деталей, повышением резкости объектов и расширением поля обзора.

- Усиленное распознавание паттернов. Этот эффект можно причислить к детализации, однако он основан на особенности человеческой психики распознавать важные повторяющиеся образы, например, лица людей. В фильмах же этот приём базируется на внимании к различным текстурам и паттернам, их оживлении и появлении в неожиданных местах. В качестве примера можно вспомнить фильм «Страх и ненависть в Лас-Вегасе» (1998), где в отеле главный герой замечает движущиеся узоры на коврах.

## Изучение
В англо-американском контексте создатели авангардных фильмов и их критики вели эстетическую и философскую борьбу против индустриального кино, эксплуататорского развлечения и мимолетных тенденций в мире искусства. В силу этого многие критики и кинематографисты приняли серьезный тон, который не оставлял места для содержательного обсуждения наркокультуры, социальной трансгрессии или гедонистической психосексуальной свободы, которая частично определяла психоделический авангард. Кинодеятели, не принадлежавшие к психоделическому движению, часто подавляли присутствие на рынке фильмов, отсылающих к галлюциногенному опыту. Как следствие, тема психоделических фильмов и, в частности, психоделического монтажа осталась далеко не раскрытой.
Тем не менее по мере того, как мы постоянно пересматриваем историю кино с точки зрения современности, мы должны стремиться к более полному обзору так или иначе забытых художественных и критических историй, чтобы расширить наше понимание альтернативных возможностей кинематографа, а также проследить влияние психоделического кино на последующие фильмы, в том числе не обязательно отсылающим к галлюциногенному опыту.